# چونه‌خان‌لی
چونه‌خان‌لی (به لاتین: Çünəxanlı) یک منطقه مسکونی در جمهوری آذربایجان است که در شهرستان جلیل‌آباد واقع شده‌است. چونه‌خان‌لی ۲۳۳ نفر جمعیت دارد.